# Villa Caprice
Pour plus de détails, voir Fiche technique et Distribution.
Villa Caprice est un film français réalisé par Bernard Stora et sorti en 2020.

## Synopsis
Gilles Fontaine, l’un des patrons les plus puissants de France, est suspecté d’avoir acquis dans des conditions douteuses une magnifique propriété sur la Côte d’Azur, la « Villa Caprice ». Il choisit alors pour le défendre un avocat célèbre et redouté, maître Luc Germon. En principe alliés, une relation de rivalité s’installe bientôt entre les deux hommes. Qui détient le pouvoir, de l’avocat ou de celui qui le paie ? Derrière l’affaire qui les a réunis s’en profile une autre, plus obscure.
Résumé
Maître Luc Germon (Niels Arestrup), vieil avocat renommé et redouté, vit seul dans son appartement cossu, avec pour toute compagnie un père atrabilaire et aigri (Michel Bouquet) et un majordome qui lui sert de souffre-douleurs. Onctueux mais cassant, l’homme use et abuse de sa renommée. Conscient d’être souvent l’ultime recours pour les causes perdues d’avance, il a l’habitude de se faire prier puis de se faire payer très cher par sa riche et puissante clientèle. Sa notoriété, chèrement acquise (il est d’origine modeste), constitue pour lui une revanche sur une vie privée terne et sans affect.
Gilles Fontaine (Patrick Bruel), homme d’affaires brutal et sans scrupules, inquiété pour avoir acquis à vil prix la villa « Caprice » - une somptueuse demeure sur la Côte d’Azur - contre un pot de vin versé à un ministre récemment poussé à la démission pour corruption, fait appel à ce ténor du barreau pour le tirer d’affaire.
La prise de contact entre les deux hommes est rude, chacun d’entre eux cherchant d’emblée à marquer son territoire. En effet, L’avocat est habitué à dompter ses clients et le milliardaire considère que tout le monde est à son service. Cependant, très vite, Fontaine sent que pour éviter de gros ennuis, il doit momentanément se soumettre à Me Germon, quitte à le lui faire payer après coup.
Pour mieux se concilier sa sympathie, il s’emploie à l’attirer dans son univers et l’invite ainsi à passer quelques jours dans sa somptueuse villa, séjour au cours duquel Nancy (Irène Jacob), la femme du milliardaire, met discrètement en garde l’avocat contre son mari. Là, entre deux tours en voilier avec Jérémy, le skipper de Fontaine, dont la musculature n’est pas sans effet sur le vieil avocat aux pulsions homosexuelles refoulées, Me Germon fait répéter à Fontaine le comportement à adopter face au juge d’instruction (Laurent Stocker), réputé inflexible et incorruptible.
Peu avant la convocation de Fontaine chez le juge, Nancy, sa femme, fait une mauvaise chute et doit être hospitalisée. Me Germon propose alors à Fontaine de demander le report de son audition. Il a alors la surprise de constater que Fontaine entend au contraire profiter cyniquement de cette circonstance et maintenir son audition à la date prévue, estimant que cette attitude témoignera de sa bonne volonté et le fera ainsi bien voir du juge.
Cependant, à l’insu de son avocat, Fontaine commet la maladresse de contacter directement Isabelle Jacquin (Eva Darlan), la femme du politicien corrompu qui, en instance de divorce et voulant faire chanter son mari, est à l’origine des poursuites contre l’homme d’affaires. Celle-ci - qui est également une de ses anciennes maîtresses - lui demande dix millions pour revenir sur ses déclarations.
Informé de cette rencontre, le juge met Fontaine en examen pour tentative de subornation de témoin et le fait même incarcérer. Faisant preuve de son habileté manœuvrière habituelle, Me Germon fomente alors, avec la complicité intéressée d’Isabelle Jacquin, un article de presse laissant entendre que la plaignante aurait les faveurs du juge et parvient ainsi à le discréditer pour partialité. Comme, dans le même temps, il a neutralisé le procureur en lui faisant miroiter, pour améliorer sa retraite prochaine, un pantouflage intéressant obtenu grâce à l’appui discret de Fontaine, il arrive à faire annuler toute la procédure contre son client, qui est aussitôt libéré.
Parallèlement, sur un autre dossier, Me Germon refuse de manière abrupte une tentative de corruption de la part d'un certain Vanecker, l’émissaire d’un consortium qui lui propose d’influencer ses clients pour leur faire accepter une proposition de rachat d’une entreprise.
Entretemps, le père de Me Germon meurt à l’hôpital. Par devoir, Germon veille le vieil homme toute la nuit tout en livrant cependant à cette occasion à son associée le peu d’estime qu’il avait pour son père, médiocre petit fonctionnaire borné auquel il s’était promis de ne jamais ressembler. Fontaine vient aux obsèques pour l’assurer de sa sympathie et l’invite à passer quelques jours à nouveau dans sa villa.
Là, au cours d’un cocktail, Germon a la surprise d’apercevoir Vanecker, l’homme qui a tenté de le circonvenir pour l’autre affaire et qu’il avait mis à la porte. Réalisant que Vanecker n'était que l'émissaire de Fontaine et qu'il est tombé dans un traquenard (une photo les montre non loin l’un de l’autre), il a une violente dispute avec Fontaine qui lui répond non sans rudesse en minimisant le rôle de l'avocat dans sa libération et en lui rappelant le montant exorbitant de ses honoraires. Déprimé, Me Germon croit pouvoir trouver une consolation avec Jérémy à qui il propose de partir ensemble faire un tour du monde en voilier. Celui-ci, ainsi dérangé alors qu'il est en train de chahuter avec des filles dans un bar, accueille sa proposition grossièrement et lui déclare brutalement que leur proximité était factice, qu’il était en service commandé ("Tu t'es fait enfler grave"), que sa personne ne lui inspire que l’ennui, voire l’aversion, et que son rôle auprès de lui est désormais terminé.
Désespéré et n’en pouvant plus de solitude, Me Germon prend le zodiac - qui a pour nom "Belmore" - et s'éloigne de la côte, puis il enroule la chaîne de l’ancre autour de  ses poignets, serre l'ancre contre sa poitrine et se suicide en se jetant dans la mer.

## Fiche technique
Sauf indication contraire, les informations mentionnées dans cette section peuvent être confirmées par les bases de données cinématographiques IMDb et Allociné,  présentes dans la section « Liens externes ».
- Réalisation : Bernard Stora
- Scénario : Bernard Stora, Pascale Robert-Diard et Sonia Moyersoen
- Musique originale : Vincent Stora
- Montage : Margot Meynier
- Directeur de la photographie : Thomas Hardmeier
- Décors : David Faivre, Isabelle Leromain, Frédérique Nouailhat
- Costumes : Cyril Fontaine, Charlotte Vaysse
- Effets spéciaux : Benjamin Ageorges (Be Digital)
- Production : Jean-Pierre Guérin et David Grumbach
- Sociétés de production : JPG Films - Bac Films[1]
- SOFICA : Manon 10, SG Image 2019
- Distribution : BAC Films (France)
- Genre : thriller, procès
- Durée : 105 minutes
- Budget : 3,2 millions d'euros[2]
- Pays de production :  France
- Dates de tournage : 20 mai au 1er juillet 2019 (Paris, Ramatuelle)
- Dates de sortie :
  - France : 31 août 2020 (Festival du film francophone d'Angoulême) ; 2 juin 2021 (sortie nationale)

## Distribution
- Niels Arestrup : Luc Germon
- Patrick Bruel : Gilles Fontaine
- Irène Jacob : Nancy Fontaine
- Paul Hamy : Jeremy
- Michel Bouquet : Marcel Germon
- Laurent Stocker : le juge Madec
- Sophie Verbeeck : Maître Poupard
- Claude Perron : Carole Pertini
- François Vincentelli : Vanecker
- Yves Jacques : Michel Jacquin
- Eva Darlan : Isabelle Jacquin
- Philippe Girard : le procureur Simonet
- Alaa Safi : Karim
- Edith Le Merdy : Mme Pioche
- Sabine Pakora : Mme Bazouma
- Agathe Dronne : la journaliste du JDD
- Marie-Christine Orry : la présidente du tribunal
- Vincent Furic : Pierre, collaborateur Fontaine

## Production
Pascale Robert-Diard, journaliste et romancière, est à l'origine du scénario. Elle a cette idée principalement après le suicide de l'avocat parisien Olivier Metzner en 2013. Bernard Stora raconte :

« Comment un homme au faîte de sa carrière, riche, influent, en venait, sans que rien ne le laisse prévoir, à mettre fin à ses jours ? Il y avait là matière à un film : elle m’en a parlé, ainsi qu’à Jean-Pierre Guérin, mon producteur, qui a tout de suite été séduit par le projet. Je dois dire que j’étais partagé entre l’envie de collaborer à nouveau avec Pascale, qui a un regard très fin et aiguisé sur le monde actuel, et une sorte de malaise personnel à traiter d’un sujet trop proche de la réalité. Timidité ou pudeur — je n’aime pas m’immiscer dans la vie des gens, je me sens contraint, je préfère l’imaginer. Je ne me voyais pas du tout enquêter sur Olivier Metzner, me documenter, questionner ses proches etc. Nous nous sommes donc attachés, Pascale et moi — rejoints un peu plus tard par Sonia Moyersoen — à inventer une histoire et des personnages entièrement originaux. »

Le tournage a lieu du 20 mai au 1er juillet 2019 à Paris et notamment à la préfecture des Hauts-de-Seine (Île-de-France) ainsi qu'à Ramatuelle (Provence-Alpes-Côte d'Azur).